# 盛民衡
盛民衡（？—？），號桂海，南直隶凤阳府定远县人。明朝政治人物。

## 生平
天啓元年（1621年）辛酉科應天鄉試五十五名舉人，天啓二年（1622年）聯捷壬戌科会试三百十一名，三甲三百三名進士。工部观政，三年授福建闽县知县，七年本省同考。崇祯元年四月癸卯，福建丁卯科舉人陳晃，閩縣知縣盛民衡所得士也，闔邑士民言其鬻舉，辱民衡而譟之，巡按赵荫昌劾民衡并及晃，下禮部覆試。禮臣孟紹虞云其文有疵，工科給事中潘士聞為晃疏辨，請准晃會試，下禮部看議。

## 家族
弟盛民直，字澹惺，岁贡，官蓝山知县。